# Clan DLAN
Clan DLAN  fue una página web dedicada a las traducciones tanto de videojuegos como de mods, así como a discusiones en general sobre videojuegos. Actualmente, la página está cerrada, pero los moderadores del sitio, a través de un servidor en Discord y un grupo en Steam, mantienen activa a parte de la comunidad de Clan DLAN y poseen respaldos de las traducciones que la página web alguna vez alojó.
La página comenzó con problemas en el año 2021, presentando intermitencias y dificultades para registrar usuarios debido a que el servidor que utilizaba para alojarse tenía problemas en el disco duro. Finalmente, a mediados del año 2022, la página dejó de funcionar definitivamente.

## Contenido e información
El punto fuerte de la página eran las traducciones al español de títulos que en su mayoría tenían más de diez años. La mayoría de estas traducciones eran realizadas por usuarios de la misma página, aunque también había traducciones hechas por usuarios ajenos a la misma y luego eran compartidas en el sitio, como era el caso de Atom RPG, entre otros. Dentro de los foros se podían crear, mejorar o solicitar traducciones. 
Algunas de las traducciones más destacadas incluían a: la Saga Baldur's Gate, Icewind Dale, System Shock 1 y 2, Vampire The Masquerade: Bloodlines, Saga Thief, Saga The Elder Scrolls, Saga Fallout, Saga Ultima, Saga Might and Magic, Yakuza 0 y Disco Elysium. Muchas compañías habían incorporado las traducciones realizadas en el sitio a sus juegos, convirtiéndolas en oficiales.
En el foro se concentraba la mayoría de los usuarios; allí se podían crear guías, hablar de literatura relacionada o no con videojuegos, crear discusiones sobre juegos de rol y formar puntos de encuentro para jugar a determinados títulos en línea.
En la sección de la Biblioteca, había literatura e historias fantásticas, fan fiction, grupos de lectura y discusiones literarias. Aunque muchas de ellas tenían temáticas variadas, la mayoría estaba orientada a los videojuegos.
En los últimos años de existencia de la página, no se permitía el registro de nuevos usuario, debido a los problemas en el disco duro del servidor.